# Marella Discovery 2
Die Marella Discovery 2 (früher: Legend of the Seas, deutsch: Legende der Meere) ist ein Kreuzfahrtschiff der Reederei Marella Cruises und gehört zur Vision-Klasse. Das Schiff wurde für weltweite Kreuzfahrten konzipiert und gehört zu den schnellsten Kreuzfahrtschiffen der Welt.

## Geschichte

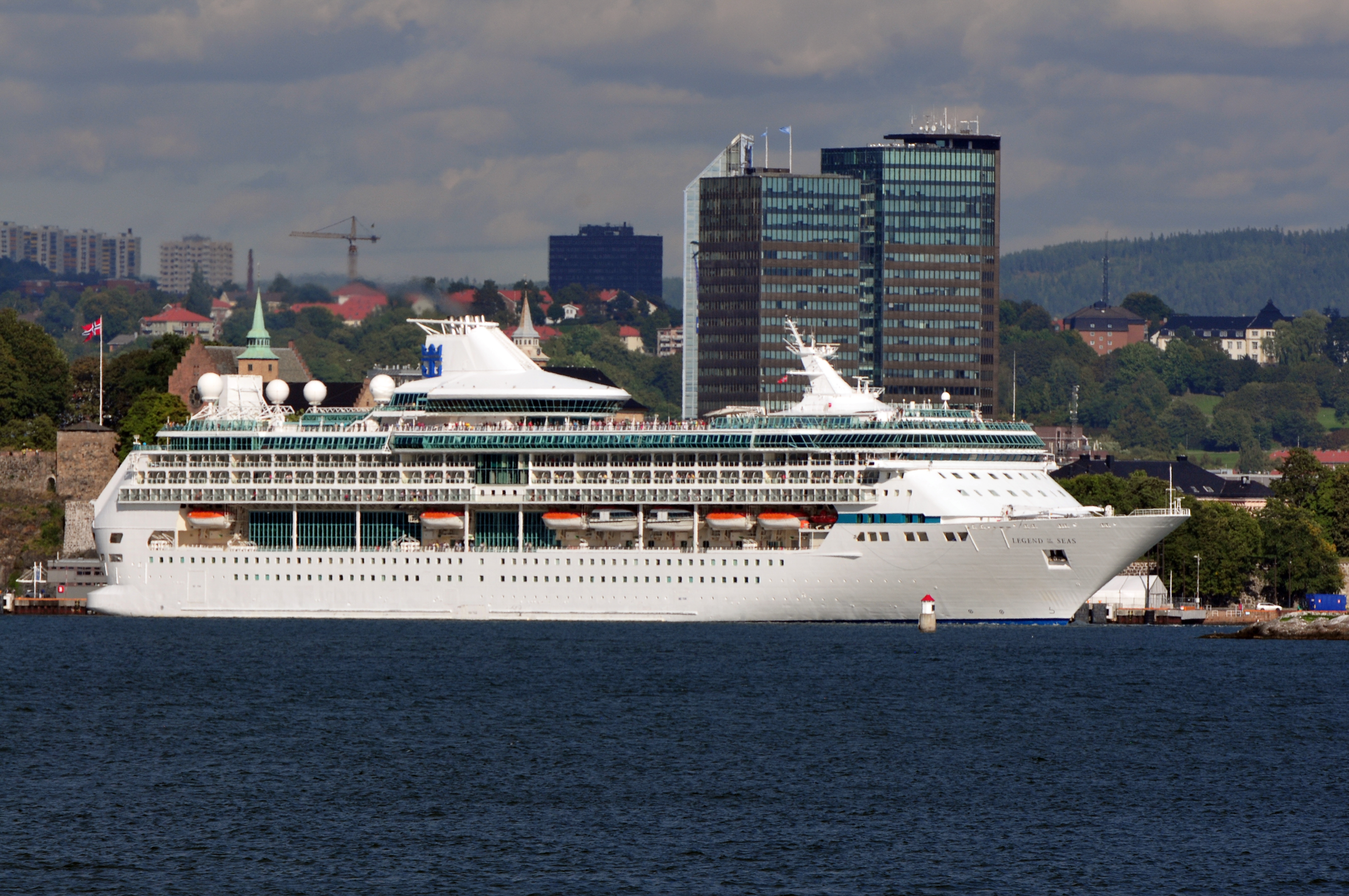
Die Legend of the Seas 2014 in Oslo

Das Schiff wurde als Legend of the Seas in der Werft Chantiers de l’Atlantique, Saint-Nazaire in Frankreich für die Reederei Royal Caribbean International gebaut. Es wurde von Cindy Pritzker, der Ehefrau von Jay Pritzker getauft. Die Jungfernfahrt des Schiffes fand am 16. Mai 1995 statt. Im Februar 2013 ließ Royal Caribbean International das Schiff für rund 50 Millionen US-Dollar in einer Werft in Singapur modernisieren und um viele neue Einrichtungen erweitern.
Im April 2017 wurde das Schiff in TUI Discovery 2 umbenannt und am 14. Mai 2017 bei Thomson Cruises in Dienst gestellt. Das Schiff wurde zuvor in Cádiz umgebaut. Im Oktober 2017 wurde das Schiff Im Zuge der Umbenennung der Reederei in Marella Cruises in Marella Discovery 2 umbenannt.

## Zwischenfälle

### Zwischenfall 2013
Am 25. November 2013 verlor die Legend of the Seas ein Rettungsboot, als sie vor Cabo San Lucas ankerte. Das Schiff fuhr für vier Tage ohne das Rettungsboot. Es wurde wieder angebracht, als das Schiff vier Tage später in Cabo San Lucas eintraf.

## Antrieb und Manövrierhilfen
Der Antrieb der Legend of the Seas erfolgt mit zwei Festpropellern. Diese werden von Drehstrom-Synchronmotoren (Hersteller: Alstom Marine) über Wellenanlagen angetrieben. Durch die hohe Antriebsleistung von über 20 MW pro Motor ermöglicht die Legend of the Seas bei Propellerdrehzahlen von bis zu 145/min eine Reisegeschwindigkeit über 24 Knoten.

## Kabinen und Bordeinrichtung
Mit einer Bruttoraumzahl von 69.472 bietet das Schiff Platz für 2.074 Passagiere und 726 Besatzungsmitglieder verteilt auf elf Decks. Die Ausstattung der Legend of the Seas umfasst diverse Restaurants, Bars und Lounges, ein Vitality Spa und Fitness-Center, eine Leinwand auf dem Pooldeck, ein überdachten Poolbereich für Erwachsene, zwei Swimmingpools, vier Whirlpools, eine Minigolfanlage, eine Kletterwand, einen Joggingpfad, einen Schönheitssalon, diverse Geschäfte sowie ein umfangreiches Unterhaltungsprogramm.

## Einsatz des Schiffes
Die Legend of the Seas war in den letzten Jahren in Asien unterwegs. Das Schiff kehrte im Sommer 2013 ins Mittelmeer zurück. Den Winter 2013/2014 wurde das Schiff in der Karibik und zu Panamakanal-Kreuzfahrten eingesetzt, zusätzlich für Transatlantik-Fahrten. Im Sommer 2014 wurde die Legend of the Seas in Nordeuropa eingesetzt.